# Cladosporium marinum
Cladosporium marinum är en svampart som beskrevs av A.K. Pal bis & Purkay. 1992. Cladosporium marinum ingår i släktet Cladosporium och familjen Davidiellaceae.   Inga underarter finns listade i Catalogue of Life.